# Ременса
Ременса (от лат. redimentia) - термин, используемый в средние века в государствах Корона-де-Арагон, обозначавший оплату или выкуп, которые должны были выплатить кампесинос (крестьяне) своему сеньору, чтобы покинуть землю, которую они обрабатывали.
Впоследствии, по принципу уподобления, этот термин стал применяться для обозначения земледельцев, связанных с данным условием. Таким образом, выкупные крестьяне (payeses de remensa), или просто ременса, были земледельцами земли, которая им не принадлежала, приписанными к ней силой, и состояние это передавалось по наследству. Юридически, они были свободны. Но эта свобода была существенно ограничена. Они находились в зависимости от участка, который обрабатывали, а потому и от владельца этой земли. Их состояние не отличалось по существу от состояния крестьян других регионов полуострова и других стран средневековой Европы, которое обычно называется рабским. Но в средневековой Каталонии особые политические, социальные и экономические обстоятельства придавали особое значение этому социальному классу.

## Средневековье
Из-за смешения понятий суверенного права с правом на собственность: индивидуум, который получал в наследство феод имел власть над его обитателями (как и в современных Государствах): применял законы, облагал налогами, принуждал к военной службе, мог запретить вход или выход с его территории (его господство было абсолютным, он держал в руках три властные структуры). В XI веке господа по традиции или по договору, обязывают земледельцев проживать в отведенных для них местах. С XI по XIII век правовой и социальный статус ременса приобретает силу закона; сеньоры, опираясь в своих интересах на доктрины Римского Права, превосходят монархию (Corona de Aragón). И только решение арбитражного суда Гваделупа, вынесенное Фердинандом II Арагонским (Фердинанд Католик) в 1486 кладёт конец проблеме с отменой прикрепления к земле и запретом жестокого обращения, при условии оплате крестьянами стоимости выкупа.